# 11667 Теста
11667 Теста (11667 Testa) — астероїд головного поясу, відкритий 19 жовтня 1997 року.
Тіссеранів параметр щодо Юпітера — 3,558.